# 九龍巴士46X線
九龍巴士46X線是香港一條來往沙田大圍顯徑邨及美孚的巴士路線。本線是城門隧道轉車站目前唯一一條服務大圍、荔景及九龍的全日巴士路線。
九龍巴士46P線為46X特別班次，來往美田邨及葵芳站，只在星期一至六上、下午繁忙時間分別提供來回程服務。
九龍巴士46S線為46X特別班次，來往顯徑及荃灣（如心廣場），途經新界大圍，取道城門隧道及象鼻山路往返荃灣市中心，只在星期一至五上、下午繁忙時間分別提供來回程服務。
九龍巴士46R線是特別日子路線，只在昂船洲海軍基地開放日來往大圍站至昂船洲軍營，經青沙公路。

## 歷史
- 1990年4月20日：配合城門隧道通車，46X線投入服務，當時來往秦石及荔景（南）；並取代由當天起停辦的48A線之服務。
- 1991年5月26日：配合城門隧道轉車站啟用，作出以下改動：
  - 增設與其他途經城門隧道路線之轉乘優惠。
  - 配合城門隧道巴士路線重組，本線改為來往顯徑及美孚，不再途經葵涌東北及荔景。
- 1992年4月6日：往美孚方向於下午繁忙時間改經荔景山路、葵涌交匯處及葵涌道（荔枝角大橋）。
- 1992年4月27日：平日上午繁忙時間由顯徑開往葵芳（金龍工業中心）的特別班次獨立命名為46P線。
- 1994年2月21日：平日上午繁忙時間由荔景（南）開往顯徑的特別班次亦歸為46P線。
- 1995年3月31日：往顯徑方向於早上繁忙時間改經葵涌道、葵涌交匯處及荔景山路，以配合46P線取消往顯徑方向之班次。
- 1996年4月27日：非繁忙時間班次亦改經荔景山路、葵涌交匯處及葵涌道。
- 1996年11月1日：途經荔景之班次改經整段荔景山路，不再途經葵涌交匯處及葵涌道。
- 2000年6月29日：所有班次均改經荔景山路。
- 2001年2月25日：提升為全空調服務。
- 2005年6月27日：46P線取消上午班次。
- 2006年9月25日：46P線往顯徑方向改經美田邨公共運輸交匯處。
- 2012年5月12日：46P線延長服務時間，往荔景（北）及顯徑的首班車時間分別提早至下午4時及下午4時50分，往荔景（北）及顯徑的尾班車時間分別延長至19:40及20:30[3]。
- 2014年1月4日：46P線作出以下改動，取代第一代46S線︰
  - 上午班次改為美田邨公共運輸交匯處單向開往葵芳站。
  - 下午班次改為循環線來往美田邨公共運輸交匯處和葵芳站，不再途經顯徑邨、隆亨邨及新翠邨[4]。
- 2015年12月31日：增設到站時間預報。
- 2018年7月1日：46R線開辦。
- 2020年4月27日：第二代46S線投入服務。[5][6]
- 2023年4月24日：46S線來回不經和宜合道及昌榮路，改經象鼻山路[7]。
- 2023年12月4日：46P線下午班次改由葵芳站單向開往美田，由葵芳站開出之班次服務時間為17:15至19:30。[8]

## 服務時間及班次
46X
| 顯徑開           | 顯徑開      | 顯徑開       | 美孚開           | 美孚開      | 美孚開       |
| 日期             | 服務時間    | 班次（分鐘） | 日期             | 服務時間    | 班次（分鐘） |
| ---------------- | ----------- | ------------ | ---------------- | ----------- | ------------ |
| 星期一至五       | 05:15       | 05:15        | 星期一至五       | 05:15-05:45 | 15           |
| 星期一至五       | 05:30-06:00 | 7/8          | 星期一至五       | 05:45-07:55 | 10           |
| 星期一至五       | 06:00-07:00 | 5            | 星期一至五       | 07:55-12:55 | 12           |
| 星期一至五       | 07:00-07:56 | 8            | 星期一至五       | 12:55-14:25 | 10           |
| 星期一至五       | 07:56-09:56 | 6            | 星期一至五       | 14:25-15:55 | 9            |
| 星期一至五       | 09:56-14:02 | 8/9          | 星期一至五       | 15:55-16:59 | 8            |
| 星期一至五       | 14:02-15:50 | 12           | 星期一至五       | 16:59-17:05 | 6            |
| 星期一至五       | 15:50-17:00 | 10           | 星期一至五       | 17:05-18:00 | 5            |
| 星期一至五       | 17:00-17:54 | 9            | 星期一至五       | 18:00-19:00 | 6            |
| 星期一至五       | 17:54-20:30 | 12           | 星期一至五       | 19:00-20:20 | 8            |
| 星期一至五       | 20:30-22:45 | 15           | 星期一至五       | 20:20-22:00 | 10           |
| 星期一至五       | 22:45-00:05 | 20           | 星期一至五       | 22:00-23:00 | 12           |
|                  |             |              | 星期一至五       | 23:00-00:20 | 20           |
| 星期六           | 05:15       | 05:15        | 星期六           | 05:15       | 05:15        |
| 星期六           | 05:30-06:06 | 12           | 星期六           | 05:30-06:30 | 12           |
| 星期六           | 06:06-07:58 | 7            | 星期六           | 06:30-07:30 | 15           |
| 星期六           | 07:58-08:48 | 5            | 星期六           | 07:30-11:20 | 10           |
| 星期六           | 08:48-09:37 | 7            | 星期六           | 11:20-13:35 | 9            |
| 星期六           | 09:37-10:01 | 8            | 星期六           | 13:35-14:23 | 8            |
| 星期六           | 10:01-13:10 | 9            | 星期六           | 14:23-16:06 | 8/9          |
| 星期六           | 13:10-13:50 | 8            | 星期六           | 16:06-17:30 | 7            |
| 星期六           | 13:50-15:20 | 9            | 星期六           | 17:30-18:30 | 6            |
| 星期六           | 15:20-15:55 | 7            | 星期六           | 18:30-19:50 | 8            |
| 星期六           | 15:55-16:11 | 8            | 星期六           | 19:50-21:00 | 10           |
| 星期六           | 16:11-18:35 | 9            | 星期六           | 21:00-23:00 | 12           |
| 星期六           | 18:35-19:00 | 8/9          | 星期六           | 23:00-00:20 | 20           |
| 星期六           | 19:00-21:00 | 12           |                  |             |              |
| 星期六           | 21:00-22:00 | 10           |                  |             |              |
| 星期六           | 22:00-22:45 | 15           |                  |             |              |
| 星期六           | 22:45-00:05 | 20           |                  |             |              |
| 星期日及公眾假期 | 05:15       | 05:15        | 星期日及公眾假期 | 05:15-09:00 | 15           |
| 星期日及公眾假期 | 05:30-07:30 | 12           | 星期日及公眾假期 | 09:00-13:00 | 12           |
| 星期日及公眾假期 | 07:30-08:00 | 15           | 星期日及公眾假期 | 13;00-16:00 | 10           |
| 星期日及公眾假期 | 08:00-09:00 | 12           | 星期日及公眾假期 | 16:00-16:45 | 9            |
| 星期日及公眾假期 | 09:00-10:20 | 8            | 星期日及公眾假期 | 16:45-17:30 | 7/8          |
| 星期日及公眾假期 | 10:20-12:00 | 10           | 星期日及公眾假期 | 17:30-18:00 | 10           |
| 星期日及公眾假期 | 12:00-12:54 | 9            | 星期日及公眾假期 | 18:00-23:00 | 12           |
| 星期日及公眾假期 | 12:54-14:54 | 10           | 星期日及公眾假期 | 23:00-00:20 | 20           |
| 星期日及公眾假期 | 14:54-15:50 | 8            |                  |             |              |
| 星期日及公眾假期 | 15:50-16:50 | 10           |                  |             |              |
| 星期日及公眾假期 | 16:50-21:50 | 12           |                  |             |              |
| 星期日及公眾假期 | 21:50-23:05 | 15           |                  |             |              |
| 星期日及公眾假期 | 23:05-00:05 | 20           |                  |             |              |

46P
| 美田開      | 美田開      | 美田開       | 葵芳站開   | 葵芳站開    | 葵芳站開     |
| 日期        | 服務時間    | 班次（分鐘） | 日期       | 服務時間    | 班次（分鐘） |
| ----------- | ----------- | ------------ | ---------- | ----------- | ------------ |
| 星期一至五  | 06:50-07:50 | 15           | 星期一至五 | 17:15-18:00 | 15           |
| 星期一至五  | 08:00       | 08:00        | 星期一至五 | 18:00-19:00 | 20           |
| 星期一至五  | 08:15-09:30 | 15           | 星期一至五 | 19:30       | 19:30        |
| 星期六      | 06:50-09:30 | 20           | 星期六     | 17:15       | 17:15        |
|             |             |              | 星期六     | 17:30-18:30 | 20           |
| 18:30-19:30 | 30          |              | 星期六     |             |              |

星期日及公眾假期不設服務
46S
- 星期一至五：
  - 顯徑開：07:15、07:30、07:45
  - 荃灣（如心廣場）開：18:10、18:25、18:40

星期六、日及公眾假期不設服務
46R
- 大圍站開：昂船洲海軍基地開放日 08:30-13:00，20至30分鐘一班
- 昂船洲軍營開：昂船洲海軍基地開放日 12:00-16:00，20至30分鐘一班

## 收費
在城門隧道轉車站轉乘46X線往顯徑及美孚/46P線往葵芳站及美田/46S線往顯徑及荃灣均毋須繳費轉車。
| 路線     | 全程收費 | 分段收費                                                                                  |
| -------- | -------- | ----------------------------------------------------------------------------------------- |
| 46X／46S | $8.9     | - 過城門隧道轉車站後往美孚 (46X)／荃灣（如心廣場） (46S)／顯徑：$6.4 - 美田路往顯徑：$5.2 |
| 46P      | $8.9     | - 過城門隧道後往美田：$6.4                                                                |
| 46R      | $11.9    | - 不設分段收費                                                                            |

| - 本線設有12歲以下小童及65歲或以上長者半價優惠。 - 65歲或以上香港居民使用「樂悠咭」，以及12歲以下合資格殘疾兒童使用「殘疾人士身份」個人八達通繳付車資，均可享有每程$2.0或半價（以較低者為準）的票價優惠；12至64歲合資格殘疾人士使用「殘疾人士身份」個人八達通（包括「樂悠咭」），以及60至64歲香港居民使用「樂悠咭」繳付車資，均可享有每程$2.0或全費（以較低者為準）的票價優惠。 - 65歲或以上長者如使用長者或一般個人八達通繳付車資，則只可享有半價優惠；12至64歲合資格殘疾人士如不使用「殘疾人士身份」個人八達通，以及60至64歲人士如不使用「樂悠咭」繳付車資，必須繳付全費。 - 乘客可以現金或八達通於上車時付款，不設找續。 - 每位成人乘客可免費攜帶最多兩名4歲以下而不佔座位的兒童乘客乘車，超額之4歲以下小童必須繳付小童車費乘車。 - 持有「九巴月票」之乘客在車票有效期內，每日可享最多10程任何九龍巴士及龍運巴士路線（包括本路線，以及聯營路線的九龍巴士／龍運巴士提供的班次；惟乘搭機場「A」及「NA」線則可享原價二七折優惠（不會計算每天10次合資格車程））；而B1線則每日可享最多各2程（不會計算每天10次合資格車程）。 - 九龍巴士、城巴、龍運巴士及陽光巴士全職員工及家屬（不包括外判職員）可免費乘搭本路線，惟必須拍職員或職員家屬八達通。 - 乘客亦可透過多元化電子支付系統（e度嘟）繳付車資，包括使用非接觸式VISA卡、JCB卡、萬事達卡、銀聯卡、美國運通、大來國際、Discover Card、Apple Pay、Google Pay、Samsung Pay、AlipayHK「易乘碼」、支付寶、WeChatHK／微信支付「搭車碼」、銀聯雲閃付「乘車碼」及BOC Pay「乘車碼」。乘客使用此付款方式，使用此支付方式的乘客可享有中途下車之分段收費，以及與其他九巴／龍運獨營路線或聯營線九巴／龍運班次之轉乘優惠，惟不適用於與非九巴／龍運路線之轉乘優惠，亦不能享有「公共交通費用補貼計劃」及「長者及合資格殘疾人士公共交通票價優惠計劃」。 |

### 八達通轉乘優惠
乘客登上本線後150分鐘內以同一張八達通卡轉乘以下路線，或從以下路線登車後150分鐘內以同一張八達通卡轉乘本線，次程可獲$4.2/$0.1車資折扣優惠：
46X/46P←→荃灣／葵青區路線
- 46X/46P往市區 → 31M往石籬、39M往荃威花園、42M往長宏、234A/234B往浪翠園、235M往安蔭、238M往海濱花園或243M往美景花園
- 31M往葵芳站、39M往荃灣站、42M往愉景新城、234A/234B往荃灣西站、235M往葵芳站、238M往荃灣站或243M往愉景新城 → 46X/46P往大圍

46X/46P←→屯門區路線
- 46X/46P往市區 → 57M、58M/58P、59M、60M、61M、66M、67M或260C往屯門
- 57M、58M、59M、60M、61M、66M、67M、259E或260C → 46X/46P往大圍

註：
1. 乘搭31M或235M往葵芳站方向，或乘搭46X/46P線往市區方向，到達昌榮路同珍醬油罐頭食品下車需過對面至新豐中心轉車，反之亦然。
2. 乘搭46X/46P線往市區方向，需於城門隧道轉車站轉乘往荃灣方向的43X/43P、48X、49X、73X、278P/278X，才能轉乘39M、42M、234A、234B、238M、243M往荃灣或青衣，以及57M、58M/58P、59M、60M、61M、66M、67M、260C往屯門，反之亦然。

## 用車
現時本線使用30輛Enviro500 MMC 12米（ATENU）
| 車隊編號  | 車牌   |
| --------- | ------ |
| ATENU616  | TN2165 |
| ATENU861  | TW4268 |
| ATENU871  | TW5029 |
| ATENU909  | TX8474 |
| ATENU977  | UB2883 |
| ATENU980  | UB6554 |
| ATENU989  | UB8333 |
| ATENU1116 | UG5856 |
| ATENU1119 | UG6531 |
| ATENU1120 | UG6836 |
| ATENU1125 | UH2638 |
| ATENU1136 | UH4491 |
| ATENU1137 | UH2535 |
| ATENU1138 | UH3096 |
| ATENU1139 | UH3172 |
| ATENU1140 | UH3596 |
| ATENU1142 | UH4324 |
| ATENU1144 | UH5651 |
| ATENU1145 | UH4744 |
| ATENU1146 | UH5647 |
| ATENU1233 | UU3009 |
| ATENU1246 | VB4136 |
| ATENU1251 | VB5104 |
| ATENU1256 | VB8056 |
| ATENU1261 | VB8821 |
| ATENU1262 | VB9225 |
| ATENU1263 | VC1394 |
| ATENU1265 | VC3044 |
| ATENU1281 | VD4265 |
| ATENU1445 | VM 571 |

## 行車路線
46X
顯徑開經：車公廟路、顯徑街、富健街、田心街、紅梅谷路、美田路、大圍道、城門隧道公路、城門隧道、和宜合交匯處、和宜合道、昌榮路、昌榮路迴旋處、葵涌道、荔景山路、荔灣道、美荔道及荔枝角道。
美孚開經：美荔道、荔灣道、荔景山路、葵福路、葵義路、葵芳站公共運輸交匯處、葵義路、葵富路、葵涌道、昌榮路迴旋處、昌榮路、和宜合道、和宜合交匯處、城門隧道、城門隧道公路、大圍道、美田路、車公廟路、大圍站公共運輸交匯處、美田路、紅梅谷路、田心街、富健街、顯徑街及車公廟路。
有關本路線的具體停站請參閱資訊框
46P
美田開經：美田邨通道、香粉寮街、美田路、大圍道、城門隧道公路、城門隧道、和宜合交匯處、和宜合道、昌榮路、昌榮路迴旋處、葵涌道、葵富路、葵仁路及葵義路。
葵芳站開經：葵義路、葵富路、葵涌道、昌榮路迴旋處、昌榮路、和宜合道、和宜合交匯處、城門隧道、城門隧道公路、大圍道、美田路、香粉寮街及美田邨通道。
有關本路線的具體停站請參閱資訊框
46S
顯徑開經：車公廟路、顯徑街、富健街、田心街、紅梅谷路、美田路、大圍道、城門隧道公路、城門隧道、象鼻山路、荃錦交匯處、蕙荃路、廟崗街、城門道、青山公路－荃灣段及大河道。
荃灣（如心廣場）開經：大河道、青山公路—荃灣段、城門道、西樓角路、蕙荃路、荃錦交匯處、象鼻山路、城門隧道、城門隧道公路、大圍道、美田路、車公廟路、大圍站公共運輸交匯處、美田路、紅梅谷路、田心街、富健街、顯徑街及車公廟路。
有關本路線的具體停站請參閱資訊框
46R
大圍站開經：美田路、車公廟路、青沙公路、貨櫃碼頭南路、昂運路及志昂路。
昂船洲軍營開經：志昂路、昂運路、貨櫃碼頭南路、青沙公路及車公廟路。

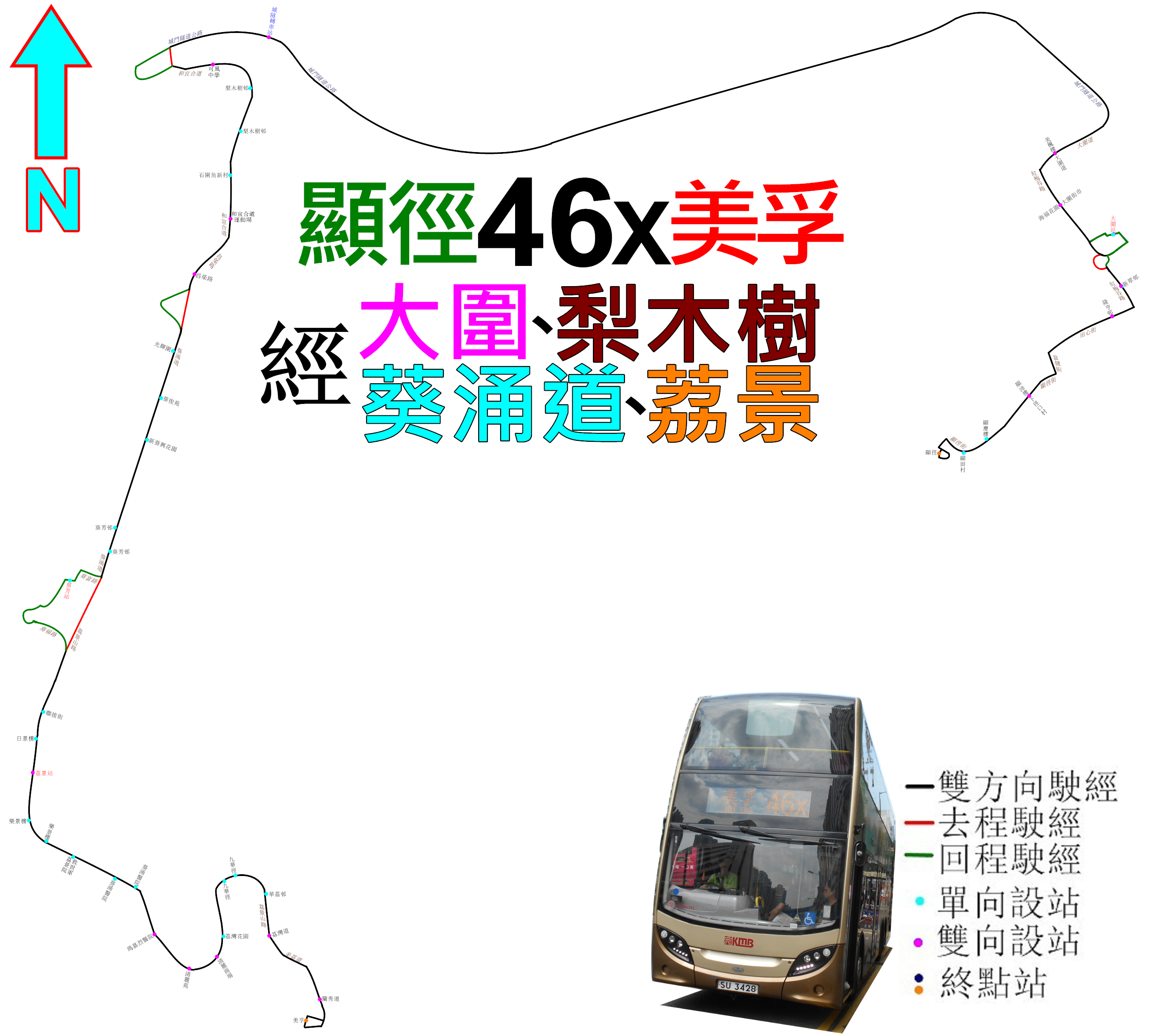
46X線走線圖

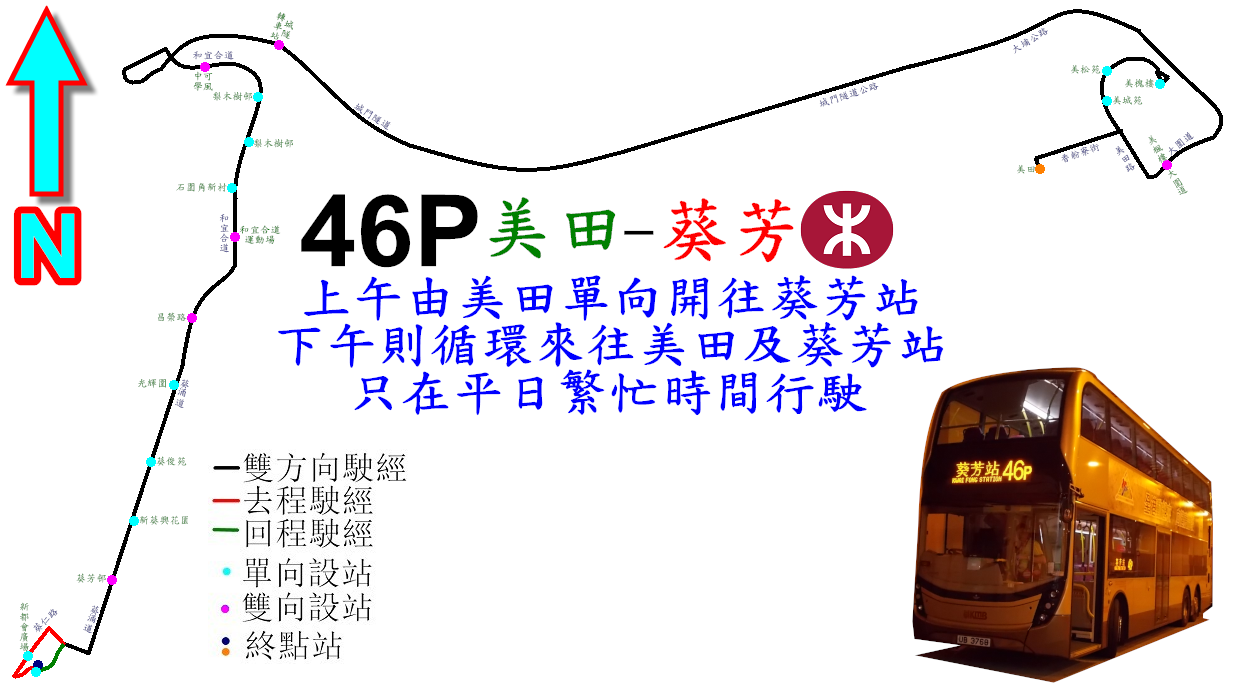
46P線的走線圖

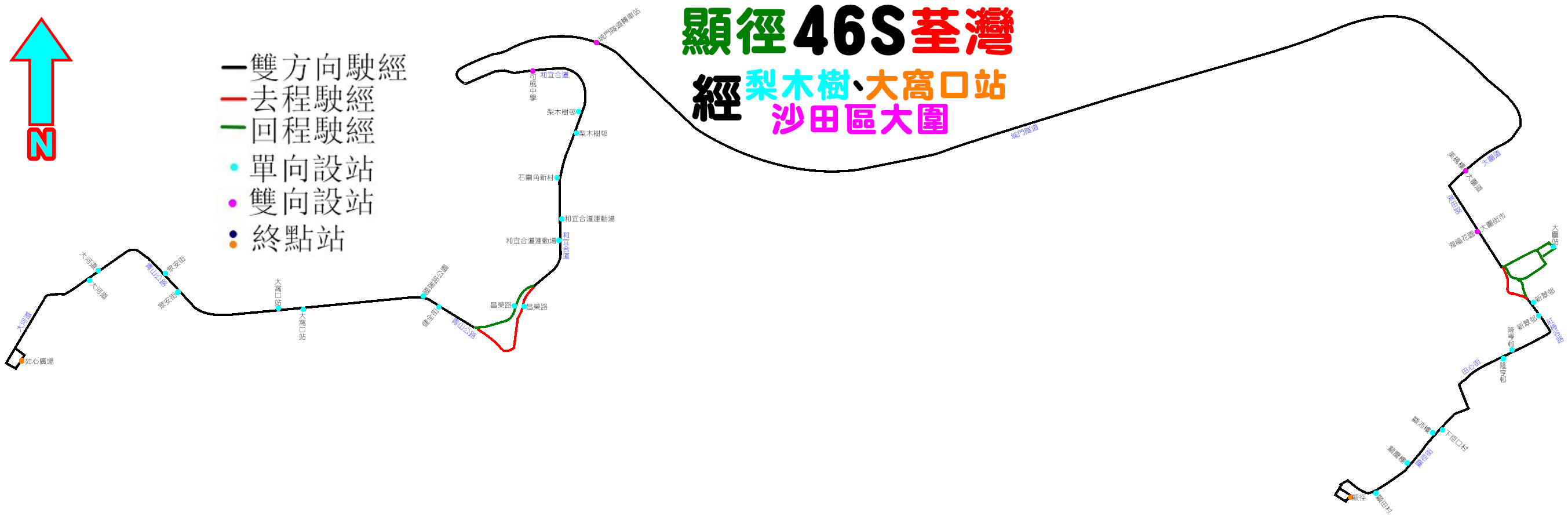
46S線走線圖

有關本路線的具體停站請參閱資訊框

## 客量
46X線是目前唯一一條連接大圍和荔景的全日城門隧道巴士路線，客量十分高，繁忙時間經常頂閘。雖然大圍區內有多條途經城隧的專線小巴作出競爭，但本線服務範圍更廣泛，且營運多年深入民心，至今仍為城隧轉車站的重要路線之一。惟屯馬綫全線通車後大圍（尤其是顯田）可一程直達荃灣西、元朗及屯門，稍有分薄此線客量，因而被九巴多次削減班次。

## 事故
2014年8月2日凌晨，一輛行走此路線往顯徑巴士總站的丹尼士三叉戟12米雙層空調巴士（車隊編號：ATR83，車牌號碼：HY5883），在駛至葵芳站公共運輸交匯處時，因轉彎車速太快而導致車輛失控，撞毀路邊鐵欄及一條石柱，造成一名途人及一名乘客受傷，涉事巴士左邊車頭損毀。肇事車長陳浩明後來獲准復職，但駕駛態度仍舊無改善，於四年後再因受乘客責備而瘋狂駕駛釀成嚴重交通意外。